# گلوجه (بایبورد)
گلوجه (به ترکی استانبولی: Güllüce) (به کردی: Zeylî) (به ارمنی: Գյուլլիջա) یک منطقهٔ مسکونی در ترکیه است که در بایبورد واقع شده‌است. گلوجه ۹۷ نفر جمعیت دارد.